# Pieter de Grebber

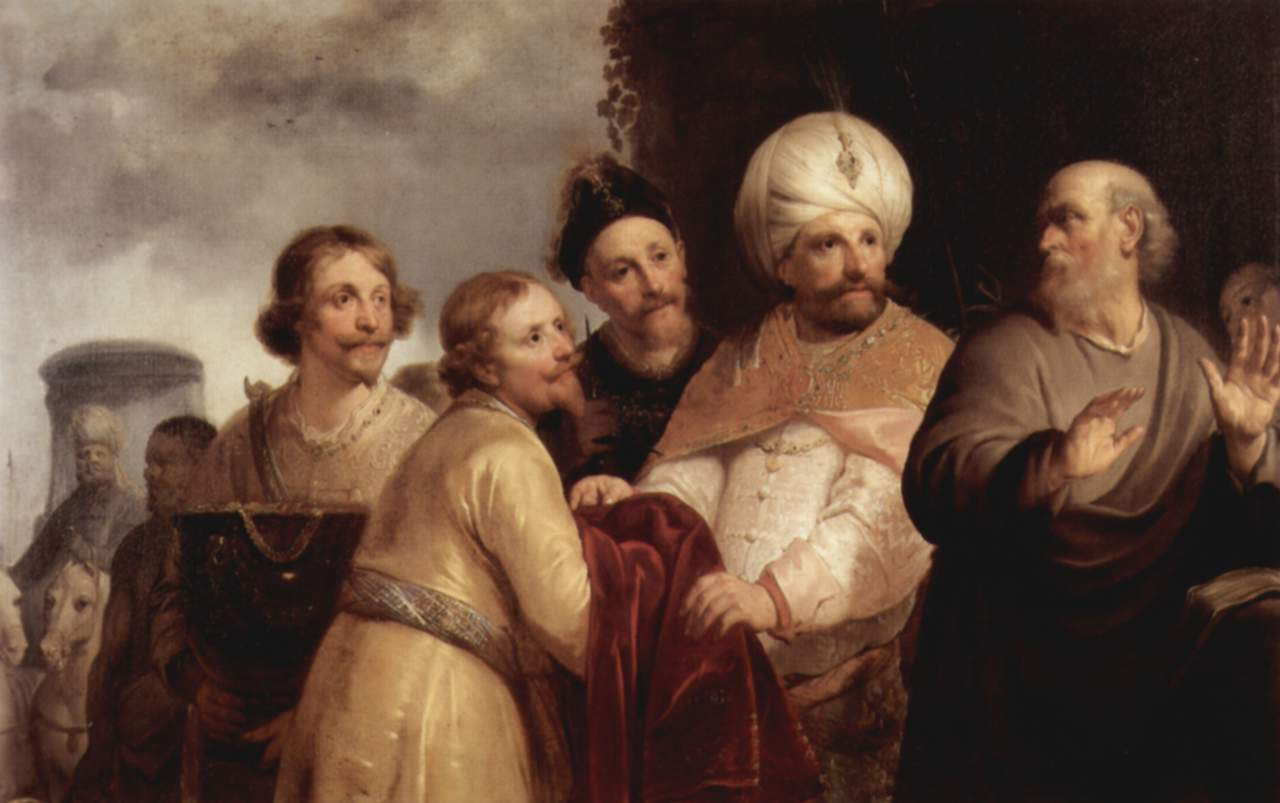
Der Prophet Elisa weist Naamans Gaben zurück

Pieter Fransz de Grebber (* um 1600 in Haarlem; † 1652 oder 1653 Haarlem) war ein niederländischer Maler.
Geboren als Sohn des Malers Frans Pietersz de Grebber (aus der Familie De Grebber), seine Schwester war die Malerin Maria de Grebber, sollte er die Werkstatt seines Vaters übernehmen. Er lernte das Malerhandwerk beim Hendrick Goltzius, stand auch unter dem Einfluss von Peter Paul Rubens. Er malte oft Musikanten in der Manier von Frans Hals und der Utrechter Caravaggisten.